# Prognathodes marcellae
Prognathodes marcellae är en fiskart som först beskrevs av Poll, 1950.  Prognathodes marcellae ingår i släktet Prognathodes och familjen Chaetodontidae. IUCN kategoriserar arten globalt som livskraftig. Inga underarter finns listade i Catalogue of Life.